# Juan XXIII (Santa Cruz de Tenerife)
Juan XXIII es un barrio de la ciudad de Santa Cruz de Tenerife (Tenerife, Canarias, España), que se encuadra administrativamente dentro del distrito de Ofra-Costa Sur. 

## Demografía
| 2004  | 2005  | 2006  | 2007  | 2008  | 2009  | 2010  |
| ----- | ----- | ----- | ----- | ----- | ----- | ----- |
| 1.494 | 1.506 | 1.490 | 1.454 | 1.405 | 1.388 | 1.338 |